# Audi 200
Audi 200 var en bilmodel fra Audi bygget mellem slutningen af 1979 og midten af 1991. Det var i princippet en Audi 100 med mere udstyr og større motor.
Detailændringer, specielt på forlygterne og senere også baglygterne, samt modificerede kofangere sørgede for et anderledes design, derimod var der ingen grundlæggende ændringer som senere på Audi V8.

## Audi 200 C2 (type 43)
Med type 43 introducerede Audi i slutningen af 1979 den første Audi 200 for offentligheden. Hvor den 2,1-liters femcylindrede rækkemotor (type 5E med 100 kW/136 hk) var den største tilgængelige motor til Audi 100, var den basismotor i Audi 200.
Derudover kom der i februar 1980 Audi 200 5T med turbolader og 125 kW/170 hk (motortype WJ). Audi 200 5T var enestående, da den på det tidspunkt var den eneste Audi med turboladet motor. I USA hed modellen Audi 5000 S Turbo.
Oprindeligt var der også planlagt en version med wankelmotor, af hvilken der blev fremstillet et par prototyper. Motorens effekt var ligeledes 125 kW/170 hk. Det blev dog ikke til noget i serieproduktion, én af disse biler befinder sig i dag på museum.
Hvor Audi 100-serien var opdelt i flere forskellige udstyrsniveauer (basismodel, L, GL, CS og CD), havde Audi 200 som udgangspunkt det højeste udstyr, svarende til Audi 100 CD.
Dette omfattede blandt andet centrallåsesystem, el-ruder, bilradio med kassettebåndoptager, veloursæder, fire nakkestøtter og lidt mere. Audi 200 5E var egentlig en Audi 100 CD 5E, dog i sportsligere design karakteriseret med andet indtræk i kabinen og en hårdere afstemt fjedring.
I detaljer adskilte modellen sig lidt mere fra Audi 100. Sidelisterne var lavere placeret, betydeligt bredere og fremstillet af gummi, mens kofangerne for første gang var lavet af sort kunststof med integrerede glasfiberbærere. De forreste blinklys var ikke monteret ved siden af forlygterne, men derimod i kofangeren, og de dobbelte forlygter var hentet fra Audi 5000. En bredere spoiler afrundede fronten nedad. Derved fik Audi 200 et sportsligere udseende end Audi 100.
Turboversionen af Audi 200 havde en gearkasse med lavere udveksling i de høje gear end basismodellen Audi 200 5E. Alufælge og skivebremser bagtil var yderligere forskelle i forhold til Audi 100.
Audi 200 fandtes ikke som Avant. En stationcarudgave af modellen blev fremstillet i en miniserie af firmaet Artz og fandtes også med firehjulstræk og 147 kW/200 hk-motoren fra Audi Quattro. Audi 200 kunne for første gang som ekstraudstyr mod merpris leveres med ABS fra Bosch.
I august 1982 indstilledes produktionen af Audi 200 type 43.

## Audi 200 C3 (type 44)
I efteråret 1983 introducerede Audi en ny 200, som igen var baseret på Audi 100 (type 44). Fra 1984 kunne Audi 200 også fås som Avant, som blev bygget frem til 1990.
Motorprogrammet begyndte med sugemotorer, i starten 2,1 liter med fem cylindre og 100 kW/136 hk, 2,2 liter med 101 kW/137 hk og til slut 2,3 liter med 100 kW/136 hk. Alle øvrige motorer var femcylindrede turbomotorer på 2,1 og 2,2 liter med effekt mellem 125 kW/170 hk og 162 kW/220 hk.
På bestilling kunne Audi 200 også fås i en "myndighedsversion" med den fra Audi 100 kendte 98 kW/133 hk eller 100 kW/136 hk femcylindrede benzinmotor.
I en kort periode (fra 1988 til 1990) fandtes modellen med stærkere motorer, som ydede 140 kW/190 hk (med automatgear, motorkode 2B) hhv. 147 kW/200 hk (med manuelt gar, motorkode 1B).
Modellen kunne fås med femtrins manuel gearkasse (for- og firehjulstræk) eller et tretrins automatgear (kun forhjulstræk).
Hvor Audi 100 frem til faceliftet i starten af 1988 var opdelt i udstyrsklasser (basismodel med manglende sort blænde mellem baglygterne i området omkring nummerpladen, CC, CS (sportslig) og CD), fandtes Audi 200 i første omgang kun med det højeste udstyrsniveau. Senere kom specialmodellen "200 Exclusiv" med endnu mere omfangsrigt udstyr, bl.a. elektrisk justerbare lædersæder og automatisk klimaanlæg, og som frem til introduktionen af Audi V8 var den dyreste serieproducerede bil fra Audi.
Fronten på Audi 200 type 44 var i forhold til Audi 100 udvidet med bredere, dobbelte forlygter, standardmonterede tågeforlygter, en større frontspoiler i bilens farve og en anden motorhjelm. De forreste blinklys var ligesom på forgængeren Audi 200 type 43 indlejret i kofangeren. Blænden mellem baglygterne var gennemgående og i samme farve som baglygterne.
Audi 200 havde frem til faceliftet i 1988 en i forhold til Audi 100 betydeligt finere kabine med eget instrumentbræt, specielle dørbeklædninger og mere polstrede sæder. I starten af 1988 fik Audi 200 ligesom Audi 100 en optisk og ergonomisk i væsentlige punkter forbedret kabine. I det sidste produktionsår kunne modellen mod merpris fås med førerairbag.
Audi 200 type 44 kunne for første gang fås med det permanente firehjulstræk quattro i kombination med manuelt gear. Topmodellen i 200-serien var fra 1989 Audi 200 quattro 20V med en turboladet 2,2-liters femcylindret motor (motortype 3B), som var baseret på motoren fra Audi Quattro og havde fire ventiler pr. cylinder. Effekten på 162 kW/220 hk gav bilen en topfart på 242 km/t (Avant 238 km/t) og en accelerationstid fra 0 til 100 km/t på 6,6 sekunder. Dermed var Audi 200 med denne motorvariant en af den tids hurtigste serieproducerede sedaner.
Audi 200 quattro Trans-Am på basis af Audi 200 C3 var den første af Audi indsatte fabriksbyggede racerbil siden 1930'erne.
Audi 200 type 44 var den sidst byggede Audi 200, produktionen afsluttedes i midten af 1991.
| Version               | Slagvolume cm³ | Motorkode | Effekt kW (hk) | Bemærkning          | Varianter        | Byggeår     |
| --------------------- | -------------- | --------- | -------------- | ------------------- | ---------------- | ----------- |
| 2.1                   | 2144           | WC        | 100 (136)      |                     | Limousine        | 1983 − 1984 |
| 2.1 Turbo             | 2144           | KG        | 134 (182)      | Også med quattro    | Limousine, Avant | 1983 − 1988 |
| 2.2                   | 2226           | KU        | 101 (137)      |                     | Limousine        | 1984 − 1985 |
| 2.2 Turbo             | 2226           | MC        | 121 (165)      | Også med quattro    | Limousine, Avant | 1985 − 1991 |
| 2.2 Turbo             | 2226           | 2B        | 140 (190)      | Kun med automatgear | Limousine        | 1988 − 1990 |
| 2.2 Turbo             | 2226           | 1B        | 147 (200)      | Også med quattro    | Limousine, Avant | 1988 − 1990 |
| 2.2 20V Turbo quattro | 2226           | 3B        | 162 (220)      |                     | Limosuine, Avant | 1989 − 1990 |

## Audi V8 (type D11)
Sideløbende med Audi 200 solgtes fra efteråret 1988 en yderligere variant af Audi 100, Audi V8 (D11), som var dyrere end Audi 200.
Modellen fandtes i starten udelukkende med en V8-motor på 3,6 liter og en effekt på 184 kW/250 hk, firehjulstræk og automatgear. Audi V8 3,6 kunne dog ikke præstere samme køreydelser som Audi 200 quattro 20V og fandtes i starten kun med omfangsrigt standardudstyr.
Fra midten af 1992 fandtes også en 4,2-liters (4172 cm³) V8-motor med en effekt på 206 kW/280 hk.
I modsætning til Audi 200 var modifikationerne på karrosseriet i forhold til Audi 100 omfangsrigere på Audi V8. Hertil hørte bl.a. en komplet nydesignet front, en undervogn med bredere sporvidde og modificerede kofangere.
Audi ville markedsføre V8 som en selvstændig luksusklassemodel, men kunne dog ikke konkurrere med Mercedes-Benz S-klassen og BMW 7-serien. Salgstallene forblev på trods af dyre reklameforanstaltninger under forventningerne. Fra starten af skulle bilen have heddet Audi 300, men blev før produktionens start omdøbt til Audi V8.
I midten af 1994 udgik V8 af produktion og blev afløst af Audi A8.